# Polichroniusz
Polichroniusz – imię męskie pochodzenia greckiego. Jego patronem jest m.in. biskup Babilonu, męczennik.
Polichroniusz imieniny obchodzi 17 lutego i 6 grudnia.